# RЕФLEKSIЯ
"REФLEKSIЯ" — дебютна міні-платівка гурту «NOVI».

## Загальна інформація
Дебютна робота київського гурту NOVI, яка окрім студійних аудіо треків має відео частину, зняту за принципом одного дубля з живим звуком.
Автор текстів – Дар’я Науменко, автор музики – NOVI.
Автор обкладинки і буклета – Ірина Байдужа.
Відеозйомка зроблена командою – MuzVideo Prodaction.
Звукозапис, зведення та мастерінг зроблено на SUNRISE STUDIO.
Офіційний реліз «REФLEKSIЯ» відбувся 25 травня 2014 року.

## Музична частина
Автор слів Дар’я Науменко, автор музики NOVI. 
| #     | Назва          | Тривалість |
| ----- | -------------- | ---------- |
| 1.    | «Хай буде мир» | 3:54       |
| 2.    | «Мандрівник»   | 3:33       |
| 3.    | «Малюнок»      | 3:47       |
| 11:15 |                |            |

## Відео частина
Автор слів Дар’я Науменко, автор музики NOVI. 
| #     | Назва                  | Тривалість |
| ----- | ---------------------- | ---------- |
| 1.    | «Залишатися справжнім» | 3:38       |
| 2.    | «Мир так чудесен»      | 3:06       |
| 3.    | «Come...»              | 4:04       |
| 10:48 |                        |            |

## Склад
- Дар’я Науменко —  вокал, клавіші;
- Руслан Вакулюк —  бас-гітара;
- Олексій Андронов —  ударні;
- Олександр Зубрицький —  гітара